# Red Buttons
Red Buttons (født Aaron Chwatt; 5. februar 1919, død 13. juli 2006) var en amerikansk skuespiller og komiker. Han var søn af en jødisk indvandrer. I en alder af tolv vandt han en amatørkonkurrence. Han blev kaldt "Red Buttons", da han arbejdede som piccolo og vokalist ved en kro i Bronx som 6-årig  - hans uniform havde store røde knapper.
I 1942 gjorde han debut på Broadway. Han tjente derefter under anden verdenskrig. I 1953 havde han sin egen tv-serie, men det blev lukket, og han var arbejdsløs i 1957, da han blev tilbudt rollen som sergent Joe Kelly i filmen Sayonara... farlig kærlighed. Til denne tragiske skildring, vandt han en Oscar for bedste mandlige birolle. Han medvirkede derefter i mange film.
Buttons er også kendt som en af USAs mest populære stand ups.